# 카를로마누스 (카롤루스의 아들)
카를로마누스(Carloman, 847년/843년/848년 - 876년)은 서프랑크 왕국의 군주 대머리 카를 2세와 그의 첫 번째 왕비 오를레앙 출신 이르밍투르드의 아들이다. 그는 부왕에 의해 일찍부터 왕실의 로마 카톨릭 성직자가 될 운명으로 인생이 설계되었지만, 870년부터 부왕에 대한 반발과 상속권에 민감하게 반응했고 왕국의 일부를 얻어내려 부왕을 상대로 반란을 일으켰다.

## 생애
카를로만은 일찍이 수도원에 보내졌는데, 그가 왜 수도원으로 보내진 이유는 알려져 있지 않다. 854년 삭발하고, 후에 대주교가 되는 사제 불파드에게 맡겨졌다. 860년 사제로 서품받고 수아송의 생 메다르 수도원에 들어갔다. 이후 수도원장의 자격을 얻기 위해 생 아만드 델론 수도원, 성 리퀘어 수도원, 로베스 수도원, 성 아르눌프 드 메츠 성당 등에서 10년간 사제로서의 교육을 받았다. 865년 형제인 무위자 로타르가 사망하고 샤를로망은 오세르의 생 제르멩 성당을 물려받았다. 어느 시점에 그는 베네딕도회에도 가입하여 활동했다. 샤를로망은 가톨릭 성직자의 신분이었지만 세속의 정치에 관심이 많았다.
868년 무렵 샤를로망은 로비슈 수도원의 원장이 되었다. 866년 그의 형제 유아왕 샤를 3세가 부왕에 의해 아키텐 왕국의 왕이 되었다. 그러나 자신이 성직자가 되는 것에 분개했던 샤를로망은 869년 자신을 상리스(Senlis)에 가둔 자신의 부왕 대머리 카를 2세을 상대로 반란을 일으켰다.
870년 일부 귀족들을 소집하여 부왕에 대해 반기를 일으켰다. 바로 그는 상리스의 수도원측에 의해 유폐되었으나 곧 탈출했다. 그해 샤를로망은 다시 반기를 들었다. 이때 그를 지지하던 이름이 전하지 않는 이 귀족들은 로타링기아와 플랑드르 출신들이었다.
그러나 샤를로망의 반란은 실패했고, 그는 제라르 드 루시용의 감옥에 투옥되었으며 샤를로망에게 부여된 수도원장직은 박탈당했다. 교황 하드리안 2세는 샤를로망을 석방시키기 위해 개입하지만 실패했다. 곧 교황 하드리안 2세는 다시 샤를로망의 석방 문제에 관여하여 대머리 카를 2세는 일단 그를 석방시킨다.
870년 대머리 카를 2세는 그에게 충성하기를 거부하는 기르하르트 드 루시용(Girhart de Roussillon)을 토벌하는 원정대에 샤를로망을 동행하게 했다. 메르센 조약으로 독일인 루트비히에게 양도받은 리옹과 비엔나 중 비엔나의 백작 기르하르트 드 루시용은 대머리 카를에게 충성하기를 거부하고 이듬해 1월까지 저항했다. 샤를로망은 부왕의 명을 저버리고, 자신의 군대와 함께 벨기에 인근까지 도망쳤다. 대머리 카를은 그를 반역자로 규정하고 체포, 랭스 대주교 힝크마르(Hincmar)를 통해 샤를로망의 파문을 요청했다. 파문은 다수의 주교들에 의해 승인되었다.
샤를로망은 플랑드르의 감옥에 갇혔으나 곧 탈출, 소수의 군사를 모아 꽁피뉴, 랭스의 성직자들을 추가로 동원해 871년 랭스와 벨기에 일대에서 반란을 일으켰으나 실패하였다. 부왕은 샤를로망을 꽁피에뉴의 감옥에 투옥시켰다가, 코흐비(Corbie)의 감옥으로 보냈다. 873년 부왕은 그의 상속권을 박탈하기 위해 장님으로 만들려 하였으나, 샤를로망은 장님형벌을 피하려고 코흐비 감옥을 탈옥하여 동프랑크 왕국으로 갔다. 그는 숙부 독일인 루트비히에게 의탁, 독일인 루트비히의 보호를 받았다.
독일인 루트비히는 샤를로망을 히터나흐 수도원(Abbaye d'Echternach)의 원장으로 임명했다. 876년 히터나흐(현 룩셈부르크령 에히터나흐)에서 사망하였다. 일설에는 877년 또는 878년까지도 살아있었다 한다.

## 가족 관계
- 아버지 대머리왕 샤를르 르 쇼브(823 - 877)
- 어머니 오를레앙의 이르멘가르트, 오를레앙 백작 오도의 딸
  - 형제 무위자 로테르(843 - 877)
  - 형제 말더듬이왕 루이 2세(846 - 879)
  - 형제 아키텐의 유아왕 샤를(846(?)/843(?) - 866)
- 계모 프로방스의 리첼다
  - 이복 여동생 로틸드
  - 이복 매제 우르수스의 시즈베르

## 같이 보기
- 베네딕도회
- 로테르
- 메르센 조약